# براندون فلمینگ (بازیکن فوتبال)
براندون فلمینگ (انگلیسی: Brandon Fleming؛ زادهٔ ۳ دسامبر ۱۹۹۹) بازیکن فوتبال است.
از باشگاه‌هایی که در آن بازی کرده‌است می‌توان به باشگاه فوتبال هال سیتی اشاره کرد.